# 皆木達也
皆木 達也（みなぎ たつや、3月15日 - ）は、日本の俳優、劇作家、演出家。劇団東京観光主宰。福島県出身。
2005年9月、劇団東京観光を結成。劇団のすべての公演作品の脚本、演出を手掛けている。第四回公演までは俳優としても出演している。劇団のコンセプトになっている「楽しく、わかりやすく、親しみやすい」作品として定評があり、高校演劇や大学演劇などを中心に作品が上演されている。

## 主な作品
- いちたすいちは2!?
- 〜夏空の光〜
- 危機は回避の方向で
- 〜海ゆかば〜
- 誰が為に鐘は鳴る!?
- Make a wish!
- カフェラテはほんのり苦い
- 〜想い奏でて〜